# Fløng-Hedehusene Idræt Fodbold
Fløng Hedehusene Idræt (FHI) er en fodboldklub på Københavns Vestegn. Klubben er en fusionsklub imellem FIF (Fløng Idræts Forening) og HIK (Hedehusene Idræts Klub) . Klubben blev stiftet i 2007. FHI's førstehold spiller i Serie 1. Fløng Hedehusenes træningsanlæg ligger i Fløng (Fløng Idrætsanlæg), Hedehusene (Hedehusene Ny Idrætspark) og Taastrup (Nyhøj Idrætsanlæg, kunstgræs). FHI har også en lille fanklub .